# ويليام كاميرون مكاي
ويليام كاميرون مكاي (بالإنجليزية: William Cameron McKay)‏ هو كاتب أمريكي، ولد في 18 مارس 1824 في أستوريا في الولايات المتحدة، وتوفي في 1893 في بيندلينتون في الولايات المتحدة.